# 維里峰
46°34′49.2″N 7°31′46.6″E / 46.580333°N 7.529611°E

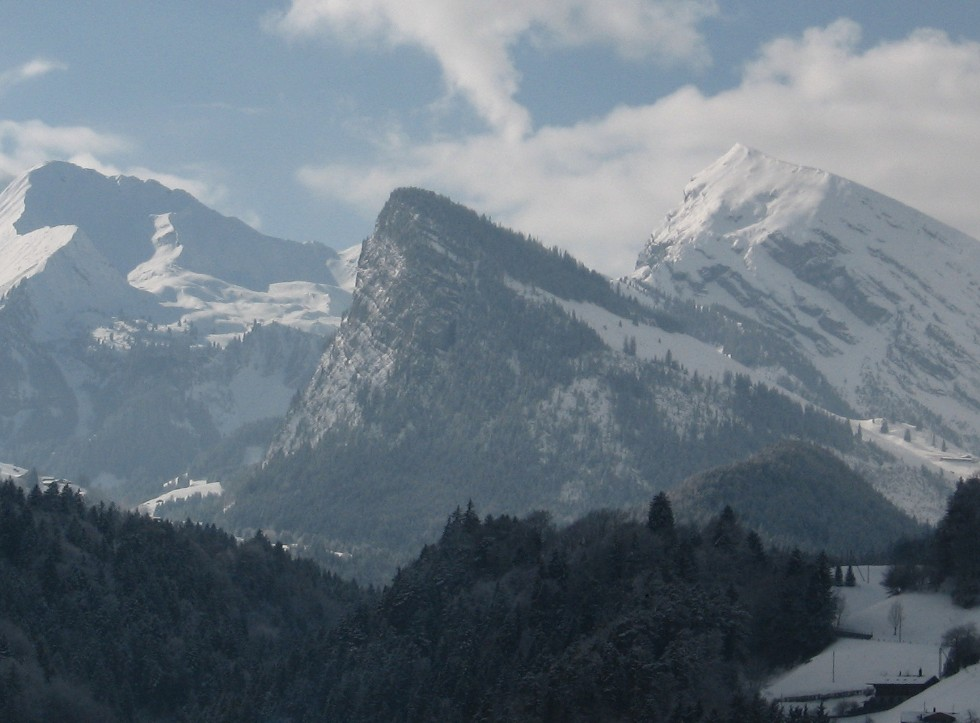

維里峰（德語：Wiriehorn）是瑞士伯恩州的山峰，位於該國南部，屬於伯尔尼山的一部分，海拔高度2,304米，每年平均降雨量1,703毫米。

## 外部連結
- Wiriehorn on Hikr （页面存档备份，存于）